# US Open 1975
Lo US Open 1975 è stata la 95ª edizione dello US Open e quarta prova stagionale dello Slam per il 1975. È stata la prima edizione in cui è stata adottata come superficie la terra verde. Si è disputato dal 27 agosto al 7 settembre al West Side Tennis Club nel quartiere di Forest Hills di New York negli Stati Uniti. 
Il singolare maschile è stato vinto dallo spagnolo Manuel Orantes, che si è imposto sullo statunitense Jimmy Connors col punteggio di 6–4, 6–3, 6–4. Il singolare femminile è stato vinto dalla statunitense Chris Evert, che ha battuto in finale in tre set l'australiana Evonne Goolagong Cawley. Nel doppio maschile si sono imposti Jimmy Connors e Ilie Năstase. Nel doppio femminile hanno trionfato Margaret Court e Virginia Wade. Nel doppio misto la vittoria è andata a Rosemary Casals, in coppia con Dick Stockton.
L'edizione 1975 del torneo segna due importanti novità nella storia della manifestazione: per la prima volta viene introdotta la sessione notturna giocata con le luci artificiali e soprattutto a Forest Hills viene cambiata la superficie, dalla tradizionale erba si passa alla terra verde conosciuta anche come har-tru. Questo tipo di superficie voleva essere un compromesso tra la veloce erba e la lenta terra rossa del Roland Garros. La sua permanenza al West Side Tennis Club, impianto che ospita il torneo dal 1915, durerà solo tre anni.

## Partecipanti uomini

### Teste di serie
| Nazionalità | Giocatore        | Ranking | Testa di serie |
| ----------- | ---------------- | ------- | -------------- |
| Stati Uniti | Jimmy Connors    | 1       | 1              |
| Argentina   | Guillermo Vilas  | 3       | 2              |
| Spagna      | Manuel Orantes   | 9       | 3              |
| Stati Uniti | Arthur Ashe      | 7       | 4              |
| Svezia      | Björn Borg       | 5       | 5              |
| Paesi Bassi | Tom Okker        | 6       | 6              |
| Australia   | Tony Roche       | 12      | 7              |
| Romania     | Ilie Năstase     | 8       | 8              |
| Australia   | Rod Laver        | 10      | 9              |
| Stati Uniti | Roscoe Tanner    | 11      | 10             |
| Messico     | Raúl Ramírez     | 14      | 11             |
| Australia   | John Alexander   | 13      | 12             |
| Stati Uniti | Harold Solomon   | 15      | 13             |
| Stati Uniti | Vitas Gerulaitis | 19      | 14             |
| Rep. Ceca   | Jan Kodeš        | 20      | 15             |
| Stati Uniti | Cliff Richey     | 22      | 16             |

## Seniors

### Singolare maschile
Manuel Orantes ha battuto in finale  Jimmy Connors con il punteggio di 6–4, 6–3, 6–4.
- È stato il 1° (e unico) titolo del Grande Slam per Orantes.
- Orantes è stato il primo spagnolo a vincere gli US Open.

### Singolare femminile
Chris Evert ha battuto in finale  Evonne Goolagong Cawley con il punteggio di 5–7, 6–4, 6–2.
- È stato il 4º titolo del Grande Slam per Chris Evert e il suo 1º US Open.

### Doppio maschile
Jimmy Connors /  Ilie Năstase hanno battuto in finale  Tom Okker /  Marty Riessen con il punteggio di 6–4, 7–6.

### Doppio femminile
Margaret Court /  Virginia Wade hanno battuto in finale  Rosemary Casals /  Billie Jean King con il punteggio di 7–5, 2–6, 7–6.

### Doppio misto
Rosemary Casals /  Dick Stockton hanno battuto in finale  Billie Jean King /  Fred Stolle con il punteggio di 6–3, 7–6.

## Juniors

### Singolare ragazzi
Howard Schoenfield ha battuto in finale  Chris Lewis con il punteggio di 6–4, 6–2.

### Singolare ragazze
Natasha Chmyeva ha battuto in finale  Greer Stevens con il punteggio di 6–7, 6–2, 6–2.

### Doppio ragazzi
Torneo iniziato nel 1982

### Doppio ragazze
Torneo iniziato nel 1982